# Charles Thompson (jazz)
Pour les articles homonymes, voir Charles Thompson.
Charles Phillip Thompson, dit Sir Charles Thompson (21 mars 1918 - 16 juin 2016) est un pianiste, organiste, compositeur et arrangeur américain de swing et de bebop.

## Jeunesse
Thompson naît le 21 mars 1918 à Springfield, dans l'Ohio, aux États-Unis. Son père Jesse était pasteur, sa mère Laura meurt alors qu'il n'a que cinq ans. C'est sa belle-mère Annie qui lui apprend le piano. « He first studied violin and briefly played tenor saxophone, but took up piano as a teenager. » (« Il a d'abord étudié le violon et a brièvement joué du saxophone ténor, mais s'est mis au piano à l'adolescence. »). Il déménage avec sa famille à Parsons, dans le sud-est du Kansas. Plus tard, Thompson fréquente un lycée de Kansas City.
À l'âge de douze ans, Thompson joue dans des soirées privées avec Bennie Moten et son groupe à Colorado Springs, dans le Colorado. À cette époque, Count Basie joue de temps en temps avec le groupe de Moten. Au cours d'un spectacle, Basie invite Thompson à se produire avec eux. C'est à cette occasion qu'il est surnommé « Sir Charles Thompson » par Lester Young.

## Carrière musicale
Thompson a surtout évolué avec de petites formations, dont le sextuor de Coleman Hawkins et Howard McGhee en 1944-1945. Tout au long des années 1940, il joue et enregistre avec Charlie Parker, Dexter Gordon, Miles Davis et J. C. Heard, entre autres. Il joue avec le big band de Lucky Millinder en 1946, et sous la direction d'Illinois Jacquet en 1947–48 et 1952.
Il travaille en indépendant, principalement à l'orgue, pendant une grande partie des années 1950. Il joue à nouveau avec Parker en 1953 et enregistre avec Vic Dickenson et Buck Clayton en 1953-54. Thompson travaille avec Earl Bostic à la fin des années 1950 avant de diriger son propre quatuor en 1959.
Au début des années 1960, il fait une tournée en Europe et au Canada avec Buck Clayton. Thompson est de nouveau en Europe en 1964, avec la série de concerts Jazz at the Philharmonic, et en 1967 pour le spectacle Jazz from a Swinging Era. « Partageant sa vie entre la côte ouest, où il a souvent travaillé avec Vernon Alley, et Toronto, Paris et Zurich, il a continué à diriger de petits groupes dans les années 1970 et 1980 ». Il compose le standard de jazz Robbins' Nest.

## Vie privée
Thompson a une fille, Tina Hoffman, née en 1958 et devenue chanteuse, et six petits-enfants. Il décède le 16 juin 2016 à l'âge de 98 ans dans un hôpital près de Tokyo, au Japon. Il vivait dans ce pays avec sa femme Makiko depuis 2002.

## Discographie

### Comme meneur
- Takin' Off ( Delmark )
- Sir Charles Thompson and Coleman Hawkins: For the Ears (Vanguard, 1954–56)
- Sir Charles Thompson and the Swing Organ ( Columbia, 1959)
- Sir Charles: Rockin 'Rhythm with Sir Charles at the Organ (Columbia, 1961)
- Hey There (Black & Blue, 1974)
- Robbin's Nest: Live at the Jazz Showcase (Delmark, 2000)
- I Got Rhythm: Live at the Jazz Showcase (Delmark, 2001)

### Comme musicien
Avec Buck Clayton
- The Huckle-Buck and Robbins' Nest (Columbia, 1954)
- How Hi the Fi (Columbia, 1954)
- All the Cats Join In (Columbia 1956)
- Buck & Buddy (Swingville, 1960) avec Buddy Tate
- One for Buck (Columbia, 1961)
- Buck & Buddy Blow the Blues (Swingville, 1961) avec Buddy Tate

Avec Dexter Gordon
- Landslide (Blue Note, 1961-62 [1980])

Avec Dodo Greene
- My Hour of Need (Blue Note, 1962)

Avec Joe Newman
- The Count's Men (Jazztone, 1955)
- I Feel Like a Newman (Storyville, 1956)

Avec Paul Quinichette
- Moods ( EmArcy, 1954)

Avec Harold Ashby et Paul Gonsalves
- Tenor Stuff  (Columbia (UK), 1961)

Avec Ike Québec
- The Complete Blue Note 45 Sessions (Blue Note, 1960–2)

Avec Joe Williams
- Together (en) (Roulette, 1961) avec Harry "Sweets" Edison
- Jazz Spectacular (Frankie Laine) (Columbia 1955)